# キャリー (1976年の映画)
『キャリー』（原題: Carrie）は、1976年に公開されたアメリカ合衆国のホラー映画。スティーヴン・キングの同名小説を映画化した作品。製作・監督はブライアン・デ・パルマ。
1977年アボリアッツ国際ファンタスティック映画祭グランプリ受賞。出演したシシー・スペイセクとパイパー・ローリーはそれぞれアカデミー賞にノミネートされた。
1999年に続編が、2013年にリメイク版が公開されている。

## ストーリー
ベイツ・ハイスクールに通う女子高生・キャリーは、気弱で内気な性格と冴えない容姿から、いつもクラスメイトたちからいじめを受けていた。ある日の体育の授業後、彼女はシャワーを浴びている最中に初潮を経験し、狂信的なキリスト教信者である母・マーガレットからは月経についての話を聞かされていなかったためにパニックを起こす。そして、それを見たクラスメイトたちはキャリーをはやし立て、ナプキンを彼女に投げつける。その場は担任の女性体育教師・コリンズが収拾をつけるが、後日、コリンズはキャリーをいじめたクラスメイトたちを体育館に呼び出し、「毎日居残りで体育授業、それが嫌ならプロムパーティーの参加禁止」との課題を突きつける。渋々同意する彼女たちだったが、その中の一人であるクリスは過酷な授業に耐えかね逃げ出す。
その後、キャリーをいじめた罪滅ぼしとして、スーは恋人であるトミーに、キャリーをプロムパーティーに呼び出すように頼む。図書館でトミーの誘いを受けたキャリーは、当初からかわれたと思い込み逃げ去るが、トミーはめげずにキャリーの家まで訪ね、彼女をパーティーに誘う。そして怯えながらもキャリーは遂にトミーの誘いを受ける。
一方、キャリーのせいで自分がパーティーに出られないと逆恨みするクリスは、恋人のビリーと共に恐ろしい悪戯を計画する。彼らは養豚場で豚を屠殺し、その血を抜き取って立ち去る。
プロムパーティー当日。母親の反対を押し切り、自作のドレスでやってきたキャリー。喜びと不安の気持ちが入り混じる彼女を、トミーは優しく励ます。自分に自信を持ったキャリーとトミーは、パーティーのベストカップルに選ばれた。今までに無い幸せを感じながら、ゆっくりとステージ上に上る二人。この栄光の瞬間をクリスは待っていた。天井に吊るされたバケツから大量の血がキャリーに降り注がれたうえにトミーの頭上にバケツが落下、トミーは舞台上で失神する。その場に居た生徒たちだけではなく信頼していた先生からも嘲笑されたと思ったキャリーは、悲しみと怒りの極限となり、秘めていた超能力を解放し、これまでいじめていたクラスメイト達を含むプロムの参加者の大多数を会場に閉じ込め虐殺、破壊と恐怖をもたらす。そんな中、惨劇の一部始終を目の当たりにしたクリスとビリーは恐怖で狂乱しながらも、プロム会場から逃げ出したキャリーを殺そうと自動車を使って体当たりを強行するが、返り討ちに遭い死亡する。自宅に戻り、キャリーを“汚れた娘”としての罪を贖うため殺害しようとしたマーガレットを惨殺した後、自分もろとも超能力で家屋を崩壊させる。
後日、生き残ったスーは、キャリーの自宅跡地に出向く。スーが花を手向け弔おうとしたとき、突如地面から手が伸びて彼女の腕を掴む。そんな夢からパニックを起こしながら目覚めたスーは、なだめようとする母親の腕の中で泣き叫ぶのであった。

## キャスト
| 役名                   | 俳優                   | 日本語吹替                                                                              |
| 役名                   | 俳優                   | TBS版                                                                                   |
| ---------------------- | ---------------------- | --------------------------------------------------------------------------------------- |
| キャリー・ホワイト     | シシー・スペイセク     | 潘恵子                                                                                  |
| マーガレット・ホワイト | パイパー・ローリー     | 里見京子                                                                                |
| コリンズ先生           | ベティ・バックリー     | 武藤礼子                                                                                |
| トミー・ロス           | ウィリアム・カット     | 三景啓司                                                                                |
| ビリー・ノーラン       | ジョン・トラボルタ     | 三ツ矢雄二                                                                              |
| クリス・ハーゲンセン   | ナンシー・アレン       | 吉田理保子                                                                              |
| スー・スネル           | エイミー・アーヴィング | 幸田直子                                                                                |
| ノーマ・ワトソン       | P・J・ソールズ         | 山田栄子                                                                                |
| フロム氏               | シドニー・ラシック     |                                                                                         |
| フレディ               | マイケル・タルボット   |                                                                                         |
| 不明 その他            |                        | 藤夏子 上田敏也 加藤正之 山田昌人 塩沢兼人 小出童太 広瀬正志 峰あつ子 土井美加 山本千鶴 |
|                        |                        |                                                                                         |
| 演出                   | 演出                   | 蕨南勝之                                                                                |
| 翻訳                   | 翻訳                   | 佐藤一公                                                                                |
| 効果                   |                        |                                                                                         |
| 調整                   | 調整                   | 横路正信                                                                                |
| 制作                   | 制作                   | 東北新社                                                                                |
| 解説                   | 解説                   | 荻昌弘                                                                                  |
| 初回放送               | 初回放送               | 1980年8月11日 『月曜ロードショー』                                                      |

※日本語吹き替えは（BD・新盤DVDに収録、約90分）

## 続編
1999年に本作の続編となる『キャリー2』（原題: The Rage: Carrie 2）が公開されている。監督はカット・シーア、出演はエミリー・バーグル、ジェイソン・ロンドン、またエイミー・アーヴィングが本作と同じくスー役で出演している。

## リメイク
2013年公開。キャリー役はクロエ・グレース・モレッツ、狂信的母親役はジュリアン・ムーア。監督をキンバリー・ピアースが務めた。日本語吹き替えでは、本作でキャリー役を演じた潘恵子が母親役を演じており、キャリー役を潘恵子の実の娘である潘めぐみが演じている。